# Grzegorz Łatuszyński
Grzegorz Łatuszyński (ur. 9 maja 1933 w Zdzięciole k. Nowogródka, zm. 27 lipca 2020 w Warszawie) – polski prozaik, poeta, slawista, krytyk, antologista, tłumacz, dziennikarz i animator kultury.

## Życiorys
W czasie okupacji sowieckiej uczęszczał w Zdzięciole do szkoły podstawowej rosyjskojęzycznej, w czasie okupacji niemieckiej do białoruskojęzycznej, po czym znów do rosyjskojęzycznej, podczas powtórnej okupacji sowieckiej. W kwietniu 1946 roku wraz z rodzicami wysiedlony został do Polski, gdzie zakończył edukację podstawową w szkole polskojęzycznej. Naukę w Liceum Ogólnokształcącym podjął w Wąbrzeźnie, po dwóch latach przeniósł się do Liceum im. Króla Jana III Sobieskiego w Grudziądzu, gdzie uzyskał maturę. Filologię Polską i Filologię Słowiańską, wraz ze stopniem magistra, ukończył na Uniwersytecie Warszawskim w 1958. Był także słuchaczem Podyplomowego Studium Wiedzy Filmowej w Warszawie prowadzonego przez prof. Aleksandra Jackiewicza. W czasie studiów przez pewien czas pracował jako dziennikarz w „Słowie Powszechnym”, współpracował też z „Życiem Warszawy”, z „Nowymi Książkami” i ze „Współczesnością”.
W latach 1959–1963 odbył slawistyczne studia podyplomowe na wydziałach filologicznych Uniwersytetu Zagrzebskiego i Belgradzkiego. Przez 3 lata od 1960 do 1963 był lektorem języka polskiego na Uniwersytecie Belgradzkim, korespondentem „Życia Warszawy” z Belgradu, następnie pracownikiem dyplomatycznym Ambasady Polskiej w Belgradzie. Łącznie w byłej Jugosławii spędził ponad dziewięć lat.
Po powrocie do kraju z końcem 1967 roku, podjął pracę w Wydawnictwie PWN. Był redaktorem Zespołu Filmowego „Tor”, przez kilka lat pracował w Ministerstwie Kultury i Sztuki – Naczelnym Zarządzie Kinematografii, a następnie przez trzy lata był sekretarzem redakcji miesięcznika filmowego „Studio”. Współpracował z prasą codzienną i licznymi pismami literackimi w Polsce jako dziennikarz, krytyk i tłumacz poezji i prozy serbskiej, chorwackiej, bośniackiej, czarnogórskiej słoweńskiej i macedońskiej, oraz z prasą literacką krajów byłej Jugosławii, gdzie publikował poezję polską tłumaczoną na język serbski i chorwacki.
Od 1976 utrzymywał się wyłącznie z pracy literackiej i dziennikarskiej. Założyciel i redaktor naczelny Oficyny Wydawniczej „Agawa” (1993-2016/7).
Był członkiem stowarzyszeń: ZAiKS (1971-?), Związek Literatów Polskich (1973-1981 oraz 1987-89). W 1975 wstąpił do Stowarzyszenia Dziennikarzy Polskich, a w 1983 do Stowarzyszenia Tłumaczy Polskich. Od 1990 (do co najmniej 2019) w Stowarzyszeniu Pisarzy Polskich (sekretarz Zarządu Głównego 1996–1999, sekretarz Zarządu Oddziału Warszawskiego 2005–2008, 2008-2011 prezes, 2011-2014 wiceprezes, 2014-2017 członek zarządu).
Jako slawista kilkakrotnie był stypendystą Ministerstwa Szkolnictwa Wyższego i Ministerstwa Kultury na dłuższych i krótszych pobytach studyjnych w Zagrzebiu, Pradze, Bratysławie, Belgradzie i Prisztinie.
Jako tłumacz poezji i poeta wielokrotnie uczestniczył w festiwalach poetyckich odbywających się w Zagrzebiu, Strudze, Belgradzie, Sarajewie, Mostarze, Lublanie i Podgoricy. Jego wiersze i opowiadania tłumaczone były na język serbski, chorwacki, czarnogórski, węgierski i albański.
Pochowany na Cmentarzu Wojskowym na Powązkach w Warszawie (kwatera H II-9-13).

## Twórczość
- Układ słoneczny – powieść (Warszawa 1979)
- Fascynacja – opowiadania (Warszawa 1984)
- Bałkańskie przekleństwo – rzecz o rozpadzie Jugosławii (Warszawa 1997)
- W świecie wyklętych – eseje o literaturze serbskiej i chorwackiej (Warszawa 1997)
- Twoja chwila – poezje (Warszawa 2012)
- Własną drogą – poezje (Warszawa 2013)
- Život u pjesmi (Życie w wierszu) – poezje (Podgorica, Czarnogóra 2013)
- Na progu – poezje (Warszawa 2014)
- Ten żar nie wygasa – poezje (Warszawa 2015)
- O serbskiej poezji XX wieku i współczesnej – eseje (Warszawa 2015)
- Bonžur Madam de Pompadur (Bonjour Madame de Pompadour) – poezje (Belgrad, Serbia 2016)
- Czarnogórskie klimaty. Ogląd literacki i dziennikarski (Warszawa 2016)
- Okno na Południe – Wybór wierszy (Warszawa 2017)
- Cuvintele care l-au desenat pe Van Gogh (Słowa, które naszkicowały Van Gogha) – Wybór wierszy – (Timisoara 2017)
- Wszystkie chwile są tu i nic być nie przestaje – Antologia poezji serbskiej XX wieku – we własnym wyborze i przekładach, którą opatrzył obszernym wstępem i posłowiem, a także notami biograficznymi 155 poetów prezentowanych na 1124 stronach tego dzieła. Tom 1, „W cieniu wojen i totalizmów. Antologia”, s. 590 (Warszawa 2008). Tom 2, „Z pokolenia na pokolenie. Panorama nowej poezji serbskiej”, s. 524 (Warszawa 2008)
- Słowa, które nie śpią – Antologia poezji czarnogórskiej XX wieku – we własnym wyborze i przekładach, opatrzoną wstępem, a także notami biograficznymi 46 poetów prezentowanych na 270 stronach (Warszawa 2009)
- W skwarze słońca, w chłodzie nocy – Antologia poezji chorwackiej XX wieku – we własnym wyborze i przekładach, opatrzoną wstępem, a także notami biograficznymi 133 poetów prezentowanych na 990 stronach tego dzieła. (Warszawa 2010)
- Живимо на речима – антологија савремене пољске поезије”, Нови Сад 2012 (Żyjemy na słowach – Antologia współczesnej polskiej poezji), wybór i przekład wierszy na język serbski 12 polskich poetów, s. 208 (Nowy Sad 2012)
- 100 савремених пољских песника. Антологија”, Панчево 2019 (100 współczesnych polskich poetów. Antologia), wybór i przekład wierszy na język serbski 102 poetów, s. 380 (Pančevo 2019)
- 100 савремених пољских песника, књига друга. Антологија”, Панчево 2022 (100 współczesnych polskich poetów, tom drugi. Antologia), wybór i przekład wierszy na język serbski 102 poetów, s. 332 (Pančevo 2022)

## Przekłady na język polski
- Więzień zodiaku Jana Weissa – powieść, tłumaczenie z czeskiego (Warszawa 1962)
- Wołanie o pomoc Jana Weissa – powieść, tłumaczenie z czeskiego (Warszawa 1963)
- Skok w ciemność Rudolfa Vetiški – powieść, tłumaczenie z czeskiego (Warszawa 1969)
- Uciekinierzy i zwycięzcy Vojty Erbana – powieść, tłumaczenie z czeskiego (Warszawa 1970)
- Mahomet I. Hrabka i K. Petráčka – monografia, tłumaczenie z czeskiego (Warszawa 1971)
- Dziewiąty cud na wschodzie Andjelka Vuleticia – powieść, tłumaczenie z chorwackiego (Warszawa 1972)
- Spadochrony na drzewach Napoleona Rydzewskiego – powieść, tłumaczenie z rosyjskiego (Warszawa 1973)
- Spór o życie Donata Šajnera – powieść, tłumaczenie z czeskiego (Warszawa 1974)
- Trzy rzeki Vladislava Vančury – powieść, tłumaczenie z czeskiego (Katowice 1975)
- Ja, bośniacki partyzant („Ja, Danilo” i „Danilo u stavu mirno”) – powieść, tłumaczenie z bośniackiego (Warszawa 1976)
- Piąta pora roku Branka Šömena – powieść, tłumaczenie ze słoweńskiego (Warszawa 1977)
- Kapitanowie z szalonej rzeki Bohuslava Chnioupka – reportaże, tłumaczenie ze słowackiego (Warszawa 1980)
- Wędrówki Miloša Crnjanskiego – powieść, tłumaczenie z serbskiego (Łódź 1981, 2009)
- Pielgrzymka Arsenjego Njegovana Borislava Pekicia – powieść, tłumaczenie z serbskiego (Warszawa 1985)
- Drzwi żywota Mirka Kovača – powieść, tłumaczenie z chorwackiego (Łódź 1988)
- Żarliwość i gwałt Andjelka Vuleticia (z Marylą Siwkowską) – powieść, tłumaczenie z chorwackiego (Warszawa 1994)
- Dusze na kiju klonowym Andjelka Vuleticia – wybór wierszy, wstęp i przekład z chorwackiego, s. 188 (Warszawa 1999)
- Kiedy kwitnie zło Filipa Davida i Mirka Kovača (z Marylą Siwkowską) – księga listów, tłumaczenie z serbskiego i chorwackiego (Warszawa 2001)
- Strzała w popiele Mile Stojicia – wybór wierszy, przekład z chorwackiego, s. 120 (Warszawa 2002)
- Via Vienna Milego Stojicia – eseje, tłumaczenie z chorwackiego (Warszawa 2005)
- Okna szaleństwa Slavka Mihalicia – wybór wierszy, przekład z chorwackiego, s. 204 (Warszawa 2006)
- Czarne pomarańcze Veselka Koromana – wybór wierszy, przekład z chorwackiego, s. 154 (Warszawa 2007)
- Sarajewska noc Ivana Kordicia – wybór wierszy, przekład z chorwackiego i posłowie, s. 152 (Warszawa 2008)
- Szaleństwo samotności Sonji Manojlović – wybór wierszy, przekład z chorwackiego i posłowie, s. 128 (Warszawa 2008)
- Otwieranie ciszy Stevana Raičkovicia – wybór wierszy, przekład z serbskiego i posłowie, s. 256 (Warszawa 2008)
- Gość z innego świata Abdulaha Sidrana – wybór wierszy, przekład z bośniackiego i posłowie, s. 202 (Warszawa 2009)
- Źródło żywego słowa Vaska Popy – wybór wierszy, przekład z serbskiego i posłowie, s. 262 (Warszawa 2011)
- Deszcz i źdźbła Jovicy Djurdjicia – dwujęzyczny wybór wierszy, przekład z serbskiego, s. 80 (Warszawa 2012)
- Poezje Miloša Crnjanskiego – wybór wierszy, przekład z serbskiego i posłowie, s. 256 (Warszawa 2012)
- Szczeliny czasu Jovana Zivlaka – wybór wierszy, przekład z serbskiego i posłowie, s. 188 (Warszawa 2012)
- Cisza w kamieniu Nikoli Vujčicia – wybór wierszy, przekład z serbskiego i posłowie, s. 158 (Warszawa 2013)
- Poezje Desanki Maksimović – wybór wierszy, przekład z serbskiego i posłowie (Warszawa 2013)
- Życie ze snu utkane Adama Puslojicia – wybór wierszy, przekład z serbskiego i posłowie (Warszawa 2014)
- Zmęczeni muzykanci Duška Novakovicia – wybór wierszy, przekład z serbskiego i posłowie (Warszawa 2015)
- Na błyszczącym ostrzu Radomira Andricia – wybór wierszy i przekład (Warszawa 2016)
- Słowa w ciszy Dragana Dragojlovicia – wybór wierszy, przekład z serbskiego i posłowie (Warszawa 2016)
- Epitalamium Niny Živančević – wybór wierszy i przekład z serbskiego (Warszawa 2016)
- O białym Bizancjum ci opowiadam Slavomira Gvozdenovicia – wybór wierszy, przekład z serbskiego i posłowie (Warszawa 2017)
- Poezje Jevrema Brkovicia – wybór wierszy, przekład z serbskiego i posłowie (Warszawa 2017)
- Przywoływanie Boga Dragana Dragojlovicia – wybór wierszy, przekład z serbskiego i posłowie (Warszawa 2019).

## Przekłady na język serbski i chorwacki
Przełożył na język chorwacki i serbski wiersze ponad 130 współczesnych polskich poetów, m.in.: Anny Kamieńskiej, Karola Wojtyły, Krzysztofa Kamila Baczyńskiego, Tadeusza Różewicza, Zbigniewa Herberta, Jarosława Marka Rymkiewicza, Jana Twardowskiego czy Wisławy Szymborskiej; Zbigniewa Bieńkowskiego, Witolda Wirpszy, Stanisława Swena Czachorowskiego, Julii Hartwig, Tymoteusza Karpowicza, Andrzeja Trzebińskiego, Tadeusza Gajcego, Tadeusza Borowskiego, Mirona Białoszewskiego, Bogumiła Andrzejewskiego, Artura Międzyrzeckiego, Ludmiły Mariańskiej, Jerzego Ficowskiego, Janusza Pasierba, Stanisława Czycza, Jana Góreca-Rosińskiego, Romana Śliwonika, Marka Skwarnickiego, Zbigniewa Jankowskiego, Andrzeja Bursy, Jerzego Harasymowicza, Stanisława Grochowiaka, Ernesta Brylla, Haliny Poświatowskiej, Edwarda Stachury, Krzysztofa Karaska, Mariana Grześczaka, Tadeusza Śliwiaka, Krystyny Rodowskiej, Joanny Pollakówny, Ryszarda Milczewskiego-Bruno, Erwina Kruka, Jarosława Markiewicza, Józefa Kurylaka, Bogusława Kierca, Adriany Szymańskiej, Ryszarda Krynickiego, Ewy Lipskiej, Bohdana Zadury, Rafała Wojaczka, Adama Zagajewskiego, Jerzego Antoniego Kronholda, Stanisława Barańczaka, Juliana Kornhausera, Jacka Berezina, Józefa Barana, Janusza Adama Kobierskiego, Zbigniewa Dominiaka, Jana Polkowskiego, Bronisława Maja, Eugeniusza Kasjanowicza, Krzysztofa Kuczkowskiego, Macieja Cisło, Piotra Matywieckiego, Janusza Drzewuckiego, Jana Sochonia, Anny Janko, Aleksandra Rybczyńskiego, Wojciecha Wencla, Leszka Długosza, Alicji Patey-Grabowskiej, Wojciecha Banacha, Andrzeja Sosnowskiego, Grzegorza Kociuby, Wojciecha Kassa, Wojciecha Kudyby, Jacka Napiórkowskiego, Marty Berowskiej, Szymona Babuchowskiego, Romana Misiewicza, Tadeusza Zachary, Krystyny Lenkowskiej, Jarosława Mikołajewskiego, Przemysława Dakowicza, Adriana Glenia, Tadeusza Dąbrowskiego i innych.
W 1990 roku wysoko ceniony ogólnojugosłowiański dwutygodnik literacki „Odjek” (Echo), wychodzący w Sarajewie pod redakcją wybitnego chorwackiego poety, Mile Stojicia, w numerze 15/16 opublikował specjalny dodatek pt. Sedam poljskih pjesnika, który prezentował 45 polskich wierszy przełożonych przez Grzegorza Łatuszyńskiego na język chorwacki.
Momčilo Jokić niektóre wiersze przełożone przez Łatuszyńskiego włączył do swojej antologii „Pet vekova poljske poezije” (Pięć wieków polskiej poezji), wydanej w 1991 roku, a Tomica Bajsić do antologii poezji o wojnie, represjach i zniewoleniu pt. „Urezi” (Wcięcia), wydanej w Zagrzebiu w 2010 roku.
Wiersze polskich poetów w jego przekładach publikowały w różnych latach serbskie, chorwackie, bośniackie i czarnogórskie czasopisma literacki, m.in. „Književne novine”, „Književna reč”, „Književnost”, „Polja”, „Letopis Matice srpske”, „Zlatna greda”, „Quest”, „Lučindan”, „Forum”, „Hrvatsko slovo”, „Poezija” i inne pisma literackie byłej Jugosławii oraz obecnych krajów post-jugosłowiańskich.
W 2012 roku ukazała się w Nowym Sadzie (Serbia) antologia współczesnej polskiej poezji w jego wyborze i przekładzie na język serbski, opatrzona posłowiem Wojciecha Kaliszewskiego, natomiast wielka antologia współczesnej poezji polskiej pt. 100 savremenih poljskih pjesnika (100 współczesnych poetów polskich), którą otwiera Zbigniew Bieńkowski, a zamyka Tadeusz Dąbrowski, także w jego wyborze i przekładach na język serbski, opatrzona posłowiem Wojciecha Kaliszewskiego, ukazuje się w dwóch tomach: I tak tom pierwszy, liczący 380 str, w 2019 roku, a tom drugi, podobnej objętości w 2020 w Pančevie, w wydawnictwie „Mali Nemo”. Dwa duże bloki poetów z tej Antologii w przekładzie na język serbski (pierwszy 15 poetów i ponad 100 wierszy, drugi 19 poetów i ponad 100 wierszy), opatrzone wstępem Wojciecha Kaliszewskiego opublikował w numerach 123/2017 oraz 126/17 serbski Kwartalnik „Sveske” poświęcony literaturze, sztuce i kulturze. Trzeci blok, liczący 20 poetów i ponad 100 wierszy opublikowany został w numerze 132/2019 tegoż kwartalnika.

## Nagrody i wyróżnienia
W 1989 roku otrzymał doroczne Wyróżnienie Funduszu Literatury MKiS za przekład Drzwi żywota  Mirka Kovača i w tymże roku odznakę Zasłużonego Działacza Kultury. Nagrodę dziennikarską przyznawaną przez Polish Promotion Corporation – „Złote Pióro” uzyskał w 1994 roku. W 2010 roku Fundacja im. Zdravka Gojkovicia z Belgradu przyznała mu Dyplom za osiągnięcia w dziedzinie twórczości oraz Klub Literacki im. Branka Ćopicia Dyplom za Antologię poezji serbskiej XX wieku  w języku polskim. Wszechsłowiańskie Stowarzyszenie Literackie w 2010 roku wręczyło mu „Wysokie Międzynarodowe Wyróżnienie. im. Fiodora Dostojewskiego” za całokształt twórczości i niemierzalny wkład w zbliżanie literatury serbskiej i polskiej, a w szczególności za przygotowanie autorskiej Antologii poezji serbskiej XX wieku  w Polsce. W 2010 roku Matica hrvatska przyznała mu swoją prestiżową nagrodę za Okna szaleństwa  – wybór i przekład na język polski poezji Slavka Mihalicia. W 2011 roku jego Antologia poezji chorwackiej – W skwarze słońca, w chłodzie nocy  uzyskała nominację do Nagrody im. Cypriana Kamila Norwida. W tymże 2011 roku G. Łatuszyńskiemu nadano Honorowe Członkostwo Stowarzyszenia Pisarzy Serbii.
W 2014 roku Ambasador Republiki Serbii w Polsce wręczył mu Akt podziękowania za wieloletnią pracę i twórczość promującą Serbię, jej wartości historyczne, kulturowe i artystyczne, a w szczególności za przekłady najwybitniejszych dzieł serbskiej prozy i poezji na język polski.
W tymże roku tom poezji Własną drogą uzyskał nominację do Nagrody im. ks. J. Twardowskiego.
W 2016 roku Stowarzyszenie Pisarzy Serbii przyznało mu swoją prestiżową nagrodę Povelja Morave „za całokształt twórczości poetyckiej”, a Społeczność Literacka Mrčajevci Dyplom honorowego obywatela „za wkład w umocnienie fundamentów Mrčajevskich Spotkań Poetyckich”.
W 2017 roku Czarnogórskie Stowarzyszenie Tłumaczy Literatury Pięknej przyznało mu Dyplom za wyjątkowy wkład w rozwój związków literackich i kulturalnych narodów czarnogórskiego i polskiego.
W 2018 roku Minister Kultury i Dziedzictwa Narodowego odznaczył Grzegorza Łatuszyńskiego Srebrnym Medalem „Zasłużony Kulturze Gloria Artis”.
W 2020 roku Prezydent Republiki Serbii odznaczył Grzegorza Łatuszyńskiego Złotym Medalem Zasługi za wyjątkowe zasługi w działalności publicznej i kulturalnej.